# 18359 Якобштауде
18359 Якобштауде (18359 Jakobstaude) — астероїд головного поясу, відкритий 13 жовтня 1990 року.
Тіссеранів параметр щодо Юпітера — 3,272.